# Jun’ichi Inamoto
Jun’ichi Inamoto (jap. 稲本潤一 Inamoto Jun’ichi; ur. 18 września 1979 w Yūsui) – japoński piłkarz grający na pozycji środkowego pomocnika.

## Kariera klubowa
Inamoto jest wychowankiem klubu Gamba Osaka. W jej barwach zadebiutował w 1998 roku w J-League. Już od początku sezonu stał się zawodnikiem pierwszej jedenastki Gamby, ale w pierwszych dwóch latach, klub ten zajmował miejsca w środku tabeli. Dopiero od roku 2000 Inamoto z Gambą zaczął walczyć o wyższe cele zajmując wtedy 6. pozycję (wybrany do Najlepszej Jedenastki Sezonu), a rok później – 7.
Latem 2001 Inamoto przeszedł do angielskiego Arsenalu. W londyńskim klubie nie przebił się jednak do pierwszej jedenastki i ani razu nie pojawił się na boiskach Premiership. Wystąpił jedynie w meczach Pucharu Anglii. W 2002 roku Jun’ichi został wypożyczony z Gamby do Fulham, w barwach którego w końcu zadebiutował w Premiership, 17 sierpnia w wygranym 4:1 meczu z Boltonem Wanderers. W pierwszym sezonie gry zdobył dla Fulham 2 gole i zajął z zespołem 14. miejsce, a rok później również 2 gole i zakończył sezon na 9 pozycji. Dużą część sezonu stracił jednak z powodu kontuzji – złamania kości piszczelowej.
W 2004 roku Inamoto za 200 tysięcy funtów przeszedł do West Bromwich Albion. Menedżer tego klubu Gary Megson początkowo stawiał na Japończyka, ale jego następca Bryan Robson nie był przekonany do jego umiejętności i Inamoto został wypożyczony na pół roku do Cardiff City, grającego w Football League Championship. Do drużyny West Bromwich wrócił w sezonie 2005/2006, będąc jednym z lepszych jej zawodników, ale klub ten opuścił szeregi Premiership.
W sierpniu 2006 Inamoto podpisał kontrakt z tureckim Galatasaray SK. Wywalczył w nim miejsce w podstawowym składzie i wystąpił w fazie grupowej Ligi Mistrzów wprawiając kibiców w zachwyt golem po indywidualnej akcji w meczu z Girondins Bordeaux (1:3).
29 maja 2007 na zasadzie wolnego transferu przeszedł do niemieckiego Eintrachtu Frankfurt, podpisując 2-letni kontrakt z tym klubem. 19 czerwca odszedł natomiast do francuskiego Stade Rennes. Następnie Inamoto trafił do Kawasaki Frontale.
| Sezon   | Klub                 | Kraj    | Rozgrywki                    | Mecze | Bramki |
| ------- | -------------------- | ------- | ---------------------------- | ----- | ------ |
| 1997    | Gamba Osaka          | Japonia | J-League                     | 36    | 3      |
| 1998    | Gamba Osaka          | Japonia | J-League                     | 33    | 6      |
| 1999    | Gamba Osaka          | Japonia | J-League                     | 24    | 1      |
| 2000    | Gamba Osaka          | Japonia | J-League                     | 34    | 5      |
| 2001    | Gamba Osaka          | Japonia | J-League                     | 13    | 2      |
| 2001/02 | Arsenal F.C.         | Anglia  | Premier League               | 0     | 0      |
| 2002/03 | Fulham F.C.          | Anglia  | Premier League               | 19    | 2      |
| 2003/04 | Fulham F.C.          | Anglia  | Premier League               | 22    | 2      |
| 2004/05 | West Bromwich Albion | Anglia  | Premier League               | 3     | 0      |
| 2004/05 | Cardiff City         | Anglia  | Football League Championship | 14    | 0      |
| 2005/06 | West Bromwich Albion | Anglia  | Premier League               | 22    | 0      |
| 2006/07 | West Bromwich Albion | Anglia  | Football League Championship | 3     | 0      |
| 2006/07 | Galatasaray SK       | Turcja  | Superliga                    | 25    | 0      |
| 2007/08 | Eintracht Frankfurt  | Niemcy  | Bundesliga                   | 24    | 0      |
| 2008/09 | Eintracht Frankfurt  | Niemcy  | Bundesliga                   | 19    | 0      |
| 2009/10 | Stade Rennes         | Francja | Ligue 1                      | 5     | 0      |
| 2010    | Kawasaki Frontale    | Japonia | J-League                     |       |        |

## Kariera reprezentacyjna
W reprezentacji Japonii Inamoto zadebiutował 5 lutego 2000 roku w przegranym 0:1 meczu z Meksykiem. W tym samym roku wystąpił z Japonią w Pucharze Azji, który jego rodacy wygrali po finale z Arabią Saudyjską (1:0). W 2001 roku zagrał w Pucharze Konfederacji, na którym to Japonia zajęła drugie miejsce (porażka w finale 0:1 z Francją).
W 2002 roku Inamoto został powołany do kadry na Mistrzostwa Świata, których gospodarzem była Japonia i Korea Południowa. Tam był podstawowym zawodnikiem swojej drużyny. Zdobył między innymi po golu w grupowych meczach z Belgią (2:2) oraz Rosją (1:0). Z kadrą narodową odpadł w 1/8 finału po porażce 0:1 z Turcją.
W 2003 i 2005 roku Inamoto znów brał udział w rozgrywkach o Puchar Konfederacji, ale nie osiągnął sukcesów – Japonia dwukrotnie nie wyszła z grupy. W 2006 roku Zico powołał Inamoto na finały Mistrzostwa Świata w Niemczech. Pomocnik zagrał na nich w 2 meczach grupowych: zremisowanym 0:0 z Chorwacją oraz przegranym 1:4 z Brazylią, ale Japonia odpadła już po fazie grupowej.